# Nikolai Tyunin
Nikolai Viktorovich Tyunin (tiếng Nga: Николай Викторович Тюнин; sinh ngày 6 tháng 1 năm 1987) là một cầu thủ bóng đá người Nga. Anh thi đấu cho F.K. Spartak-2 Moskva.

## Sự nghiệp câu lạc bộ
Anh ra mắt chuyên nghiệp tại Russian Second Division năm 2006 cho FC Presnya Moskva.

## Danh hiệu
- Vô địch Cúp quốc gia Nga: 2006 (played in the early stages of the 2005/06 tournament for the đội một của F.K. Spartak Moskva).